# Maurice Chaper
Maurice Armand Chaper (Dijon, 13 de febrer de 1834 - Viena, 5 de juliol de 1896) va ser un paleontòleg i geòleg francès.

## Biografia
Era fill del polític Achille Chaper (1795-1874) i d’Antoinette Marie Henriette, nascuda Teisseire. Va ingressar a l'École Polytechnique el 1854 i després a l'École des mines de París l'any següent, però no va obtenir cap diploma. Durant els seus estudis, es va interessar per la paleontologia i va treballar especialment a les capes de la porta de França de Grenoble.
Guàrdia nacional durant la guerra de 1870-1871, va servir als llocs avançats d'Arcueil i Créteil com a capità, comandant de batalló i tinent coronel. Va dimitir quan va esclatar la Comuna de París i se li va ordenar la detenció. Des del 1872, va ser tinent d'alcalde del V districte de París. Va ser el cap de nombroses expedicions d'exploració botànica i zoològica a Veneçuela, Califòrnia a les muntanyes Rocoses, Borneo, Sud-àfrica i els Urals. Les seves donacions al Museu d’Història Natural i a l’Escola de Mines van enriquir considerablement les col·leccions d’aquestes institucions. Després va treballar també de geòleg i paleontòleg com a membre de la Comissió d’Estudi del Canal de Panamà.
El 1882-1883 va fer el seu viatge a l'Índia amb l'explorador Jacques de Morgan. El 1889 es va dirigir a Armènia, on va rebre instruccions dels accionistes, amb Couttelenc i Izviekoff, per acomiadar Jacques de Morgan, que llavors dirigia una explotació minera de coure a Akthala.
Va presidir la Societat Zoològica de França. Va participar amb Joseph Henri Ferdinand Douvillé (1846-1937) en un projecte de codi de nomenclatura zoològica.
El 1895 va anar a estudiar el ferrocarril de Saint-Louis a Dakar per posar fi a la disputa entre l'Estat i la Companyia. L’any següent va viatjar a Transsilvània per explorar el jaciment d’or de Muhlbach. En aquest viatge va caure malalt; fou retornat a Viena, on morí el 5 de juliol de 1896.

## Obra
- Notes sur quelques faits observés dans le massif de l'Oural... (1879)
- Note sur la région diamantifère de l'Afrique australe (1880)
- Découverte en Toscane de la dawsonite (1881)
- Rapport sur une mission dans l'intérieur de l'Hindoustan (1884)
- Découverte du diamant dans une pegmatite de l'Hindoustan (1884)